# St. Anger
St. Anger é o oitavo álbum de estúdio da banda estadunidense Metallica, lançado em 5 de junho de 2003 pela Elektra Records, sendo considerado o mais "controverso" de toda a carreira da banda. É o único álbum de estúdio do Metallica contendo o selo Parental Advisory.
Foi o último disco da banda sob contrato com a gravadora Elektra, e marcou também o terceiro maior período de tempo entre os álbuns de estúdio, com quase seis anos desde o lançamento de ReLoad de 1997. St. Anger foi originalmente planejado para ter o seu lançamento em 10 de junho de 2003, mas foi liberado cinco dias antes, devido a preocupações sobre a distribuição ilegal através do compartilhamento de arquivos peer-to-peer.
O álbum marca a colaboração final entre Metallica e o produtor Bob Rock, cujo relacionamento começou com o álbum homônimo de 1991. St. Anger é também o primeiro álbum após a saída do baixista de longa data Jason Newsted, que deixou o grupo pouco antes da primeira sessão de gravação, restando ao então produtor Bob Rock o cargo temporário de baixista do Metallica, até que a banda contratasse Robert Trujillo como substituto permanente. A gravação do álbum começaria em 24 de abril de 2001, porém foi adiada indefinidamente quando o vocalista e guitarrista James Hetfield entrou em uma clinica de reabilitação para tratamento do alcoolismo e "outros vícios".
Pela primeira e única vez na carreira do Metallica, Lars Ulrich e Kirk Hammett receberam créditos como co-letristas. Outro fato marcante, foi a mudança sonora radical em relação aos trabalhos Load & ReLoad, onde haviam abordado uma sonoridade voltada ao hard rock, já este apresenta uma forma mais "moderna" de metal para sua época, com guitarras majoritariamente afinadas em Drop C, além de emularem elementos vindos do metal alternativo e nu metal, obtendo um "som bruto" ligeiramente similar a de bandas como Pitchshifter e Mudvayne. Os bastidores da gravação podem ser vistos no documentário Some Kind of Monster e mais detalhadamente no livro Metallica: This Monster Lives.
St. Anger obteve uma recepção mista pela crítica especializada, com os fãs mais "old school" da banda apontando o álbum sendo o "fundo do poço" da carreira do Metallica, por causa da sua produção propositadamente crua, da falta total de solos de guitarra, pelo som metalizado e estridente da bateria; e também pelas letras quase nonsense.  Apesar de tudo, o álbum estreou na primeira posição nas listas de vendas em 14 países, incluindo a Billboard 200 dos Estados Unidos. Em 2004, o single "St. Anger" venceu o Grammy Award na categoria Melhor Performance de Metal.

## Faixas
Todas as canções foram compostas por Metallica e Bob Rock.
| N.º | Título                 | Duração |  |
| 1.  | "Frantic"              | 5:51    |  |
| 2.  | "St. Anger"            | 7:21    |  |
| 3.  | "Some Kind of Monster" | 8:26    |  |
| 4.  | "Dirty Window"         | 5:24    |  |
| 5.  | "Invisible Kid"        | 8:31    |  |
| 6.  | "My World"             | 5:45    |  |
| 7.  | "Shoot me Again"       | 7:10    |  |
| 8.  | "Sweet Amber"          | 5:27    |  |
| 9.  | "The Unnamed Feeling"  | 7:10    |  |
| 10. | "Purify"               | 5:14    |  |
| 11. | "All Within my Hands"  | 8:49    |  |

### St. Anger Rehearsals DVD
O álbum acompanha um DVD, mostrando a performance da banda em estúdio, tocando todas as faixas do CD.
| Críticas profissionais        | Críticas profissionais |
| Avaliações da crítica         | Avaliações da crítica  |
| Fonte                         | Avaliação              |
| ----------------------------- | ---------------------- |
| Allmusic                      | [ 10 ]                 |
| Spin                          | [ 11 ]                 |
| Uncut                         | [ 12 ]                 |
| Blender                       | [ 13 ]                 |
| Entertainment Weekly          | B+                     |
| Encyclopedia of Popular Music | [ 15 ]                 |
| NME                           | [ 16 ]                 |
| Pitchfork Media               | 0.8/10                 |
| The Rolling Stone Album Guide | [ 18 ]                 |

## Créditos

### Metallica
- James Hetfield – Vocal, Guitarra
- Lars Ulrich – Bateria
- Kirk Hammett – Guitarra

### Créditos adicionais
- Bob Rock – Baixo

## Desempenho
| País           | Parada musical (2003) | Posição |
| -------------- | --------------------- | ------- |
| Alemanha       | Media Control Charts  | 1       |
| Austrália      | ARIA Charts           | 1       |
| Áustria        | Ö3 Austria Top 40     | 1       |
| Canadá         | Canadian Albums Chart | 1       |
| Estados Unidos | Billboard 200         | 1       |
| França         | SNEP                  | 6       |
| Finlândia      | Mitä hittiä           | 1       |
| Japão          | Oricon                | 1       |
| Países Baixos  | Dutch Top 40          | 2       |
| Noruega        | VG-lista              | 1       |
| Suécia         | Sverigetopplistan     | 1       |
| Suíça          | Schweizer Hitparade   | 2       |
| Reino Unido    | UK Albums Chart       | 3       |

| País           | Certificação                | Vendas     |
| -------------- | --------------------------- | ---------- |
| Alemanha       | 3× Platina - BVMI           | 600.000+   |
| Canadá         | 2× Platina - Music Canada   | 200.000+   |
| Estados Unidos | 2× Platina - RIAA           | 2.000.000+ |
| Finlândia      | 2× Platina - IFPI Finlândia | 40.000+    |
| Grécia         | Platina - IFPI Grécia       | 20.000+    |
| Japão          | Platina - RIAJ              | 200.000+   |